# 満開ラジオ樹根爛漫
満開ラジオ樹根爛漫（まんかいらじおじゅねらんまん）は2010年4月10日から2022年3月26日まで静岡放送（SBSラジオ）で土曜日13:00 - 15:00に生放送されていたバラエティ番組である。

## 概要
日本を元気にしようとパーソナリティーの樹根とパートナーが織り成すトークバラエティー番組。

## 出演者

### パーソナリティー（MC）
- 樹根 - 静岡県で活動するおかまタレント。
- 角田美保（2021年3月13日 - ）

### 過去の出演者
パーソナリティー（MC）
- 塩澤香織（2010年4月10日 - 2016年3月）
- 原田亜弥子（当時SBSアナウンサー、2016年4月 -  2021年2月）
- 原田の出演見合わせに伴うピンチヒッター
  - 野路毅彦（SBSアナウンサー、2021年3月6日）

## 放送時間
毎週土曜日13:00 - 15:00

## コーナー概要
- 妄想クイズ

樹根が答えとなるものを見て、ヒントを出し何か当てると言うクイズ。ヒントは下ネタを連想させてしまう言い方をする。
- 出しちゃっていいとも！

トークコーナー。テレフォンショッキング形式でゲストに友達を紹介し次のゲストとして呼ぶ。

## タイムテーブル
- 13:00 オープニング
- 13:15 樹根のあっちもこっちも盛り上げ隊
- 13:30 出しちゃっていいとも!
- 13:45 妄想クイズ！これな〜に？
- 14:00 ゲストコーナー（あこがれのセレブ生活～外商さんいらっしゃ～い・縁起物など）
- 14:40 デリバリースクーピーお届け
- 14:50 エンディング

## 備考
JRNキー局のTBSラジオがラジオショッピング番組を放送する日は番組を休止しネット受けで放送する。またサッカー清水エスパルス、ジュビロ磐田のホームゲームのある日も番組を休止しJリーグ中継を放送する。
TBSラジオの爆笑問題の日曜サンデー『全日本ラジオ新番組選手権2010』でグランプリを受賞し、翌週パーソナリティー二人が生出演した。
番組宣伝用ビジュアル写真は、樹根とサブパーソナリティー（塩沢または原田）の二人がなんらかのコスプレをして写っていた。
番組終了後も番組公式LINEアカウントは継続されていたが、樹根からの2022年10月初めの投稿を最後に閉鎖されている。X(旧twitter)アカウントも2024年5月10日をもって閉鎖された。
2022年11月に公開された映画『愚か者のブルース』（横山雄二監督）の美術スタッフが作った特製ビール瓶のラベルには、横山が担当するラジオ番組『平成ラヂオバラエティごぜん様さま』を通して交流を深めた『PAO～N』（KBCラジオ）と『樹根爛漫』の名前が入っていた。静岡で同映画が公開されたのは番組終了からほぼ一年後の2023年2月であり、横山が静岡に行って『樹根爛漫』（もしくはSBSラジオ）の番組内で映画のPRをすることは叶わなかった。